# Феодосійське граданачальництво
Феодосійське граданачальництво — адміністративно-територіальна одиниця на території Криму, що існувала в 1802—1829 роках.

## Історія
Утворене 08.10.1802 року одночасно із заснуванням Таврійської губернії (ПСЗ № 20449). Порядок управління градоначальством був заснований одночасно з призначенням першого градоначальника (названого, втім, військовим губернатором Феодосії) 23.02.1804 року (ПСЗ № 21172).
Спочатку, до складу граданачальництва входили всі південні та західні береги Криму. 31.08.1827 року частина території відійшла до складу Керч-Єнікальського градоначальства: «Феодосійському Містоначальнику управляти Південним і Західним берегами Чорного моря від мису Елкен-Кале в безперервному напрямку до Заходу і потім на північ до міста Перекопа; підлеглі ж йому простори від Єніколя до Генічі та від Елкен-Кале до Камиш-Буруна повинні відійти до Керченського граданачальництва» (ПСЗ-2 № 1345).
06.08.1829 року Іменним, даним Сенату указом (опублікованим Сенатом 20.08.1829 року) посада градоначальника Феодосії скасовувалася (ПСЗ-2 № 3071).
03.06.1837 року Іменним, даним Сенату, указом «Про порядок управління портовим містом Феодосією», було наказано «карантинну і митну частину скасованого Феодосійського граданачальництва, що була в управлінні Таврійського Цивільного Губернатора, підпорядкувати Керч-Єникольському Градоначальнику; загальне ж управління містом Феодосією у спонсорському, поліцейському та судному відношенні, залишити на колишній підставі у віданні Таврійського Цивільного Губернатора» (ПСЗ-2 10300).

## Герб

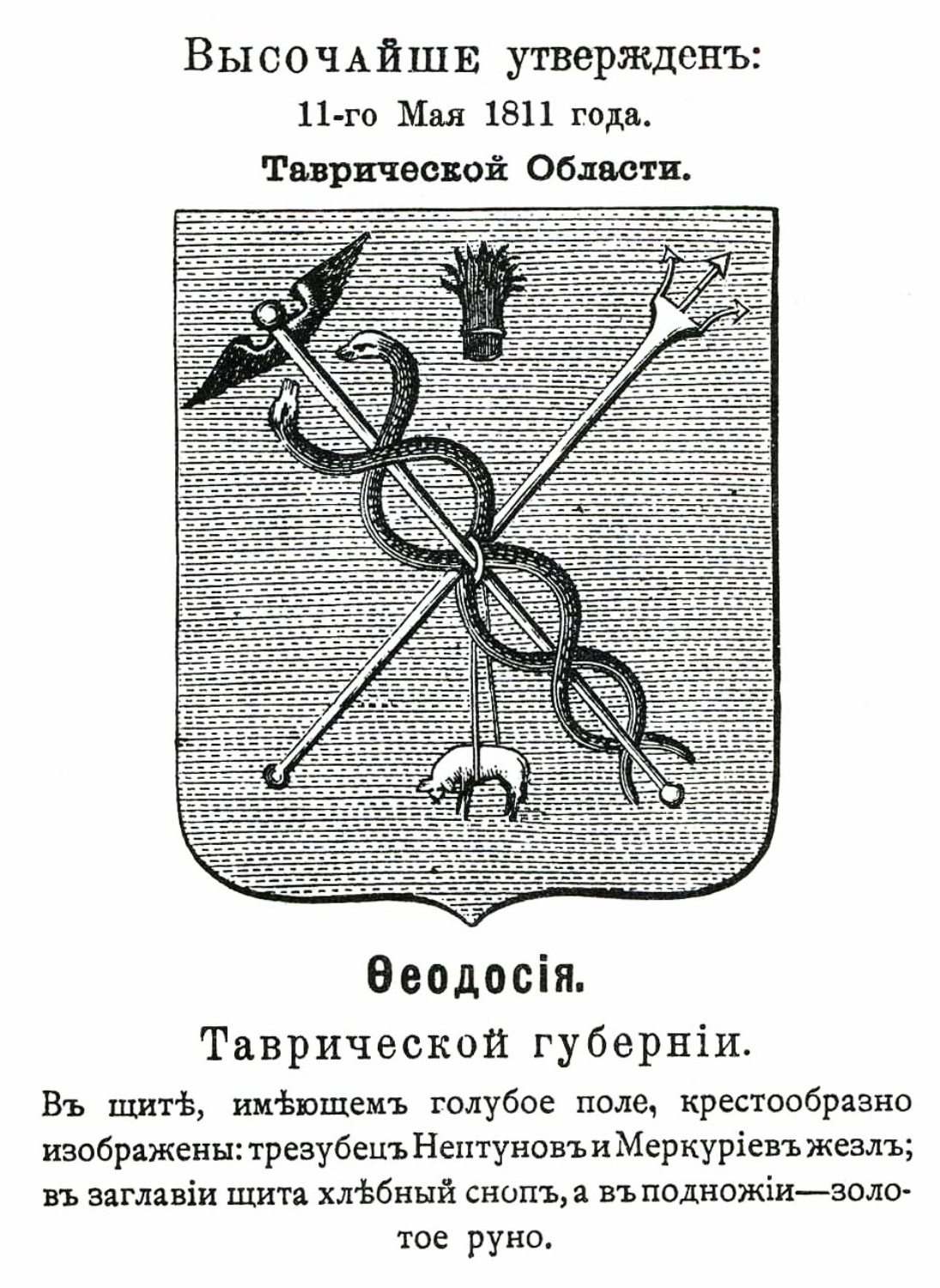
Герб Феодосії 1811 року

16.05.1811 року було затверджено герб міста Феодосії «у щиті, що має блакитне поле, хрестоподібно зображені тризуб Нептунов та Меркурієвий жезл; у назві щита хлібний сніп, а підніжжі золоте руно» (ПСЗ 24632).

## Список градоначальників
Посада Феодосійського граданачальника заснована Іменним Указом Імператора Олександра I, даним Сенату від 08.10.1802 року за № 20449 «Про поділ Новоросійської Губернії на три Губернії: на Миколаївську, Катеринославську та Таврійську, та облаштування там Судових місць», одночасно із заснуванням аналогічної посади в Одесі, Таганрозі та Херсоні.
Перші особи, які обіймали цю посаду (А. Феньш, О. Гейніц, О. Клокачов) офіційно іменувалися не градоначальниками, а феодосійськими військовими губернаторами.
06.08.1829 року Іменним, даним Сенату указом (опублікованим Сенатом 20.08.1829 року) посада градоначальника Феодосії, а з ним і саме градоначальництво, скасовувалися (ПСЗ-2 № 3071).
У більшості випадків градоначальники вступали у фактичне виконання своїх обов'язків і припиняли їх виконання значно пізніше за дати їх призначення чи звільнення.
1. 08.10.1802-23.02.1804: вакансія.
2. 23.02.1804 (фактично з 04.03.1804)-20.11.1807: генерал-від-інфантерії Андрій Феньш (1757—1828).
3. 20.11.1807-14.05.1808: (виконуючий обов'язків) полковник Осип Гейніц, комендант міста.
4. 14.05.1808-22.06.1810: контр-адмірал Олексій Клокачов (1768—1823).
5. 22.06.1810-21.09.1810: (виконуючий обов'язків) полковник Осип Гейніц, комендант міста (вдруге).
6. 21.09.1810-26.12.1816: статський радник Семен Броневський (1763—1830).
7. 26.12.1816-08 (або 09).03.1818: дійсний статський радник Степан Санковський (помер на посаді).
8. 09.03.1818-11.04.1819: (виконуючий обов'язків) полковник (або підполковник) Андрій Штер, комендант міста.[2]
9. 01.1819: (виконувач обов'язків) майор Спріоті.
10. 11/28.04.1819 (або 16/23.04.1819)-25.05.1820 (фактично до 11.07.1820): таємний радник і статс-секретар Федір Енгель (1769—1837).
11. 25.05.1820 (фактично з 11.07.1820) — 25.02.1822 (фактично до 16.12.1821): статський радник Микола Перовський (1785—1858).
12. 18.12.1821—08.07.1822: (виконуючий обов'язків) колезький радник Павло Гаєвський (1775—1853), керівник феодосійської складальної портової митниці.
13. 08.07.1822-24.03.1825 (фактично до 25.07.1824)[3]: статський (з 30.03.1822 дійсний статський) радник Микола Перовський (1785—1858).
14. 25.07.1824-23.11.1825: (виконуючий обов'язків) статський радник Юхим (Йоахім) фон Ден, інспектор Феодосійського Портового центрального карантину.
15. 23.11.1825-16.03.1826: (виконуючий обов'язків) колезький радник Федір Тревогін, голова Феодосійського комерційного суду.
16. 16.03.1826-20.04.1826: (виконуючий обов'язків) колезький радник князь Долгоруков (Долгорукий).
17. 20.02.1826 (фактично з 20.04.1826) — 01.01.1828 (фактично до 28.01.1828): дійсний статський радник Андрій Богдановський (1780—1864).
18. 28.01.1828-21.04.1828: (виконуючий обов'язків) колезький радник Федір Тревогін, голова Феодосійського комерційного суду (вдруге).
19. 01.01.1828 (прибув 21.04.1828)-01.06.1829: дійсний статський радник Олександр Казначеєв (1788—1880).
20. 01.06.1829-09.06.1829: (виконуючий обов'язків) колезький радник Павло Гаєвський, керівник феодосійської складальної портової митницею (вдруге).
21. 09.06.1829-22.06.1829: (виконуючий обов'язків) статський радник Отто Штакельберг (†1831), інспектор карантину.
22. 20.06.1829-22.07.1829: статський радник Рудомаєв (помер на посаді).
23. 23(або 20).07.1829-01 (або 17).09.1829: (виконуючий посаду) Христофор Анастасьєв, голова комерційного суду.

У 1829 році звання градоначальника Феодосії було поєднано зі званням Таврійського Цивільного Губернатора:
1. 17.09.1829-13.02.1837: таємний радник Олександр Казначеєв (1788—1880) (вторинно).
2. 13.02.1837-17.09.1837: дійсний статський радник Матвій Муромцов (1790—1849).

Міське самоврядування у Феодосії здійснювалося виборними міськими головами.